# Sainte-Thérèse

Sainte-Thérèse é uma cidade do Canadá, província de Quebec. Sua área é de 9,58  km quadrados, e sua população é de 24 269 habitantes (do censo nacional de 2001).

## História
Em 23 de setembro de 1683, em reconhecimento do seu serviço militar, Joseph-Antoine de La Barre (governador de Nova França) comete senhoria Thousand Islands para Michael Sidrac Dugué Boisbriand. A exploração do senhorio de 9 milhas quadradas começa em 1714, quando Maria Thérèsa Dugué Boisbriand e seu marido Charles Piot Langloiserie para tomar posse do Seigneurie. Em 1715 Langloiserie morre e sua esposa, não tendo energia para cuidar da obra de assentamento, deixando o Senhorio abandonado.
Não até que em 1743, quando Suzanne Langloiserie e seu marido Jean-Baptiste Celoron Blainville tomar posse da terra. Em 15 de outubro de 1789, Marie-Anne Teresa de Blainville, que Seigneurie de Blainville foi legada juntamente com sua irmã Marie-Hypolite Blainville, inaugurou a Santa Teresa de Jesus Parish.
Em 1 de junho de 1849, a Teresa Vila de Santa nasceu na sequência de um pedido da Louis Hammer, Paul Filiatrault e José-Benjamin Lachaîne do Conselho das paróquias de Terrebonne County. A Vila vai se tornar oficialmente uma cidade em 1916.

## Geografia
A cidade de Sainte-Thérèse está localizada no cruzamento de duas rodovias importantes, a 15 e a 640, 23 quilômetros ao norte de Montreal. Faz parte da MRC Thérèse-De Blainville, localizada na região administrativa dos Laurentianos.